# Christiane Fürst
Pour les articles homonymes, voir Furst.
Christiane Fürst est une ancienne joueuse allemande de volley-ball née le 29 mars 1985 à Dresde. Elle mesure 1,93 m et jouait au poste de centrale. Elle a totalisé 342 sélections en équipe d'Allemagne. Christiane Fürst a terminé sa carrière de volleyeuse professionnelle en 2018.

## Clubs
| Club                | De        | À         |
| ------------------- | --------- | --------- |
| Dresdner SC         | 1995-1996 | 2006-2007 |
| Robursport Pesaro   | 2007-2008 | 2008-2009 |
| Volley Bergamo      | 2009-2010 | 2009-2010 |
| Fenerbahçe Istanbul | 2010-2011 | 2010-2011 |
| VB Güneş Sigorta    | 2011-2012 | 2013-2014 |
| Eczacıbaşı İstanbul | 2014-2015 | 2015-2016 |
| Denso Airybees      | 2016-2017 | 2017-2018 |

## Palmarès

### Équipe nationale
- Championnat d'Europe
  - Finaliste : 2011, 2013.
- Ligue européenne
  - Vainqueur: 2013.

### Clubs
- Championnat du monde des clubs
  - Vainqueur : 2010, 2013, 2015[3]
- Ligue des champions
  - Vainqueur : 2010, 2013, 2015.
  - Finaliste : 2014.
- Coupe de la CEV (1)
  - Vainqueur : 2008
- Championnat d'Italie (2)
  - Vainqueur : 2008, 2009
- Coupe d'Italie (1)
  - Vainqueur : 2009.
- Supercoupe d'Italie
  - Vainqueur: 2008
- Championnat d'Allemagne (2)
  - Vainqueur : 1999, 2007.
- Coupe d'Allemagne (2)
  - Vainqueur : 1999, 2002
- Championnat de Turquie
  - Vainqueur : 2011, 2013, 2014.
- Coupe de Turquie
  - Vainqueur : 2013, 2014.
- Supercoupe de Turquie
  - Vainqueur: 2013.
- Tournoi de Kurowashiki
  - Vainqueur : 2017.
- Coupe de l'impératrice
  - Finaliste : 2017.

### Distinctions individuelles
- Championnat du monde de volley-ball féminin des moins de 20 ans 2003: Meilleure contreuse.
- Championnat du monde de volley-ball féminin 2006: Meilleure contreuse.
- Coupe de la CEV féminine 2007-2008: Meilleure attaquante.
- Championnat d'Europe de volley-ball féminin 2009: Meilleure contreuse.
- Championnat du monde de volley-ball féminin 2010: Meilleure contreuse[4].
- Championnat d'Europe de volley-ball féminin 2011: Meilleure contreuse.
- Coupe du monde de volley-ball féminin 2011: Meilleur contreuse.
- Championnat d'Europe de volley-ball féminin 2013: Meilleure contreuse.
- Championnat du monde des clubs de volley-ball féminin 2013: Meilleures centrales.